# Steigerturm Mönchengladbach

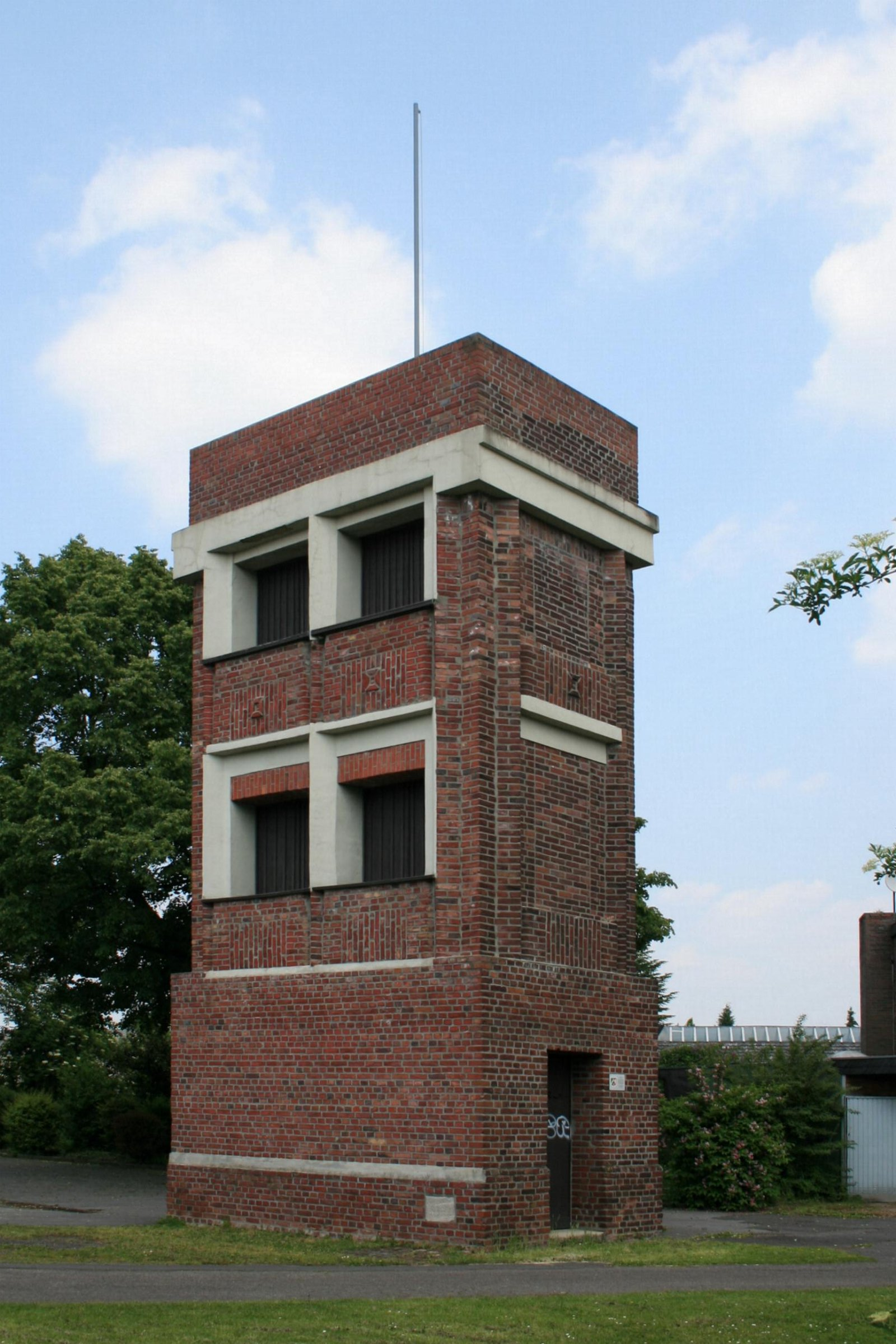
Steigerturm (2010)

Der Steigerturm befindet sich im Stadtteil Giesenkirchen, Am Sternenfeld 3, in Mönchengladbach (Nordrhein-Westfalen). Der Turm wurde zwischen 1924 und 1926 erbaut. Er ist unter Nr. A 048 am 4. Juli 2000 in die Denkmalliste der Stadt Mönchengladbach eingetragen worden.

## Lage
Der Steigerturm liegt nördlich des Friedensplatzes auf einem lediglich durch einen schmalen Fahrweg von der Straße Am Sternenfeld zu erreichenden Grundstück.

## Architektur
Es handelt sich um einen dreigeschossigen, auf rechteckigem Grundriss errichteter Feuerwehrübungsturm aus Ziegelmauerwerk. Flach vorspringender Sockel mit geschlossenem Erdgeschoss. Das Innere des Turmes ist an der Südostseite durch einen Zugang erschlossen. Im ersten und zweiten Obergeschoss Blendfenster bzw. je zwei gekoppelte Fenster, die zu Übungszwecken (Anleitern) dienten und deshalb hölzerne Sohlbänke besitzen.
Die Brüstungszonen sind durch Ziegelsteinkissen in zum Teil hochkant gestelltem Ziegelsteinverband betont. Im zweiten Obergeschoss sind zudem Quadratmotive angeordnet. An den Gebäudekanten heben je eine Dreiergruppe gemauerter Spitzgrate die beiden Geschosse vertikal hervor. An der Südseite sind diese Spitzgrate verputzt ausgebildet. Ein umlaufendes Betongesims trennt das dritte Obergeschoss markant ab, das von einer gemauerten Brüstungszone gebildet wird.